# Aitor
Aitor es un nombre de pila de origen vasco. 
Se trata de un nombre vasco que está relativamente extendido fuera de su comunidad de origen. En España hay actualmente más de 50 000 hombres que tienen este nombre, de los cuales únicamente 17 600 residen en País Vasco y Navarra, estando el resto repartidos por toda la geografía española.  Este nombre es pronunciado en varios sitios de España como palabra llana, por lo cual hay quienes escriben «Áitor», con tilde en la «A».

## Etimología
Este nombre tiene su origen en un mito creado por el escritor suletino Augustin Chaho (1811-1858), que aparece por primera vez en su obra literaria Aïtor - Légende Cantabre, escrita en 1845. Chaho cayó en la cuenta de que los pastores de su región vasco-francesa solían referirse a sí mismos como aitorren semeak, expresión que es una derivación dialectal de la más general expresión vasca aita onen semeak, que significa literalmente «hijos de buenos padres» o hidalgos. Esta variante se produce por una mera sustitución de la letra «r» en lugar de la «n», pero debido a ello la expresión «hijos de buenos padres» se puede entender también como «hijos de Aitor», sirviendo de base para la creación de un mito romántico.
Chaho publicó por primera vez la obra en francés en el periódico Ariel de Bayona, que él mismo dirigía. Tras ser traducida al español como La leyenda de Aitor en 1878 por Arturo Campión, la leyenda de Aitor adquirió gran popularidad al otro lado de la frontera. Navarro Villoslada la incluyó también en su obra Amaya o los vascos en el siglo VIII.
Según la leyenda creada por Chaho, Aitor fue el patriarca vasco y tuvo siete hijos, que crearon las siete provincias de Vasconia y engendraron descendientes en ellas.